# Play Dolls
PLAY DOLLs, es un álbum de estudio de la banda japonesa 12012. Fue lanzado el 1 de febrero de 2006 en dos versiones, Todas incluían 10 pistas, la edición tipo A venía con un DVD adicional que contenía el PV de la canción «icy» (プロモーションクリップ), y la edición tipo B incluía un CD extra con la canción «see-saw» como pista adicional. Ese mismo día la banda también realizó el lanzamiento del álbum not obtain+1. Se editó una versión Europea lanzada el 9 de marzo de 2007 a través de la compañía discográfica alemana Gan-Shin.
Alcanzó el puesto #62 en las listas semanales de Oricon.

## Lista de canciones
| (CD)  |                    |          |  |
| N.º   | Título             | Duración |  |
| 1.    | «hermit»           | 4:51     |  |
| 2.    | «my room agony»    | 5:29     |  |
| 3.    | «wriggle girls»    | 5:06     |  |
| 4.    | «icy〜cold city〜» | 4:24     |  |
| 5.    | «with shallow»     | 4:41     |  |
| 6.    | «melancholy»       | 3:34     |  |
| 7.    | «cheeky doll»      | 5:33     |  |
| 8.    | «calf love»        | 4:16     |  |
| 9.    | «the swim»         | 5:33     |  |
| 10.   | «queer passion»    |          |  |
| 47:47 |                    |          |  |

| Edición Tipo A (DVD) |                                |          |  |
| N.º                  | Título                         | Duración |  |
| 1.                   | «icy» (プロモーションクリップ) | 5:24     |  |

| Edición Tipo B (CD 2) |           |          |  |
| N.º                   | Título    | Duración |  |
| 1.                    | «see-saw» |          |  |